# Susanne Dessoir

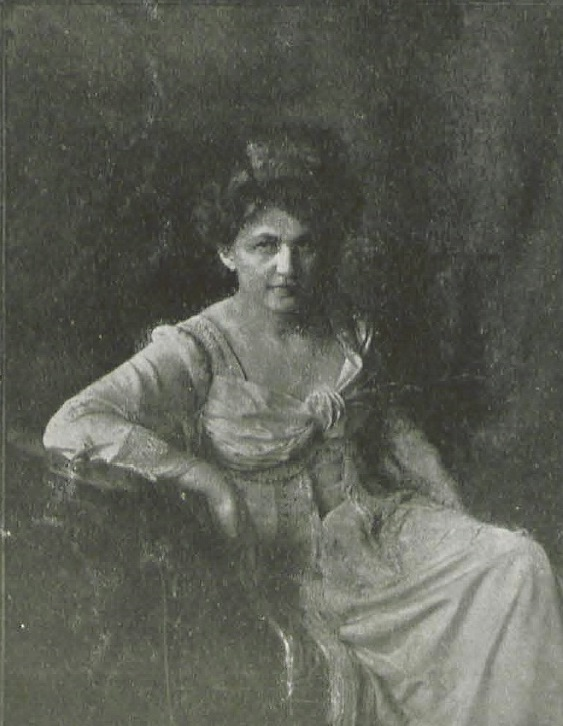
Susanne Dessoir, 1906. Foto: Atelier Wertheim.

Susanne Dessoir, geborene Susanne Triepel (* 23. Juli 1869 in Grünberg, Schlesien; † 24. Juni 1953 in Königstein im Taunus) war eine deutsche Sängerin (Sopran).

## Leben
Sie war Schülerin von Amalie Joachim, Blanche Corelli und Etelka Gerster. Sie trat vor allem als Lied- und Oratoriensängerin auf.
1899 heiratete sie den bekannten Psychologen und Philosophen Max Dessoir. Zumindest bis 1912 trat sie weiter als Konzertsängerin auf. Nach ihrem Rückzug von der Bühne engagierte sie sich für junge Künstler, vorwiegend Komponisten (z. B. Max Reger).
Sie gab 1912 zusammen mit Bruno Hinze-Reinhold die sogenannten Dessoir-Alben heraus, Sammlungen von Volks- und Kinderliedern sowie Liedern aus der Zeit vor Schubert. Diese wurden noch nach dem Zweiten Weltkrieg neu aufgelegt.

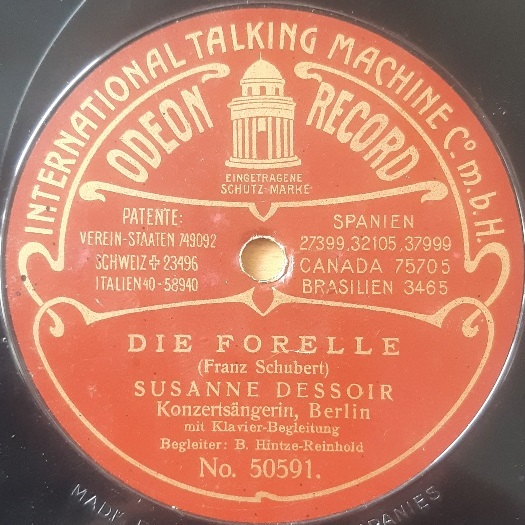
Schallplatte von Susanne Dessoir (Berlin 1908)

Zahlreiche Liedaufnahmen (alle mit Bruno Hinze-Reinhold am Klavier) bei Odeon (Berlin 1907–10) und Gramophone (Berlin 1910, fünf Titel).